# Atilia Martia
Atilia Martia va ser una llei romana instada pels tribuns de la plebs Luci Atili Eli i Gai Marci l'any 443 de la fundació de Roma (310 aC) quan eren cònsols Gai Juni Bubulc i Quint Emili Barbula. La llei establia que l'elecció dels tribuns militars era confiada als comicis. Anteriorment els tribuns eren nomenats pels cònsols i més tard pels generals o les tropes. No és clar si afectava als 24 tribuns o només a una part (potser la meitat).